# Anderson Soares da Silva
Anderson Soares da Silva (født 16. oktober 1987) er en brasiliansk fodboldspiller.